# غردينية أليفة الحجر
غردينية أليفة الحجر (الاسم العلمي:Gardenia rupicola) هي نوع من النباتات يتبع جنس الغردينية من الفصيلة الفوية.